# Thorgny Unge
Johan Gustaf Thorgny Unge, född den 7 februari 1891 i Älvkarleö, Uppsala län, död den 4 november 1974 i Stockholm, var en svensk militär och ämbetsman. Han var son till Hjalmar Unge och far till Torkel Unge.
Unge var student vid Uppsala universitet 1909–1914. Han blev fänrik i trängens reserv 1915 och på stat 1917, löjtnant där 1918, kapten där 1930 och major där 1937. Han var adjutant hos tränginspektören 1931–1936 och stabschef där 1939–1940. Unge var tjänsteförrättande chef för Göta trängkår 1940–1942, befordrades till överstelöjtnant 1941 och var överste och chef för kåren 1942–1948. Han var byråchef i Försvarets sjukvårdsstyrelse 1948–1950 och tjänstgjorde i Medicinalstyrelsen 1950–1963. Unge blev riddare av Svärdsorden 1937, kommendör av andra klassen av samma orden 1946 och kommendör av första klassen 1949. Han vilar på Norra begravningsplatsen utanför Stockholm.